# Jewel (zangeres)
Jewel Kilcher (Payson (Utah), 23 mei 1974) is een Amerikaanse singer-songwriter, actrice en schrijver. Ze treedt op als Jewel.

## Biografie

### Jeugd
Jewels vader, Atz Kilcher, is een Duitstalige immigrant uit Zwitserland en haar moeder, Lenedra Carroll, was afkomstig uit Ierland, voordat  beiden naar de Verenigde Staten verhuisden. Het grootste deel van haar kindertijd bracht Jewel door in Homer samen met haar vader. Ze verdiende soms geld door met haar vader te zingen in bars en tavernes. Zo leerde ze ook jodelen, een invloed die soms terugkomt in haar liedjes. Haar vader is mormoon, maar ze hielden op met naar de kerk te gaan kort voor haar achtste verjaardag.
Ze leerde gitaar spelen via een beurs aan de Interlochen Arts Academy in Interlochen, Michigan. Sinds haar zeventiende schrijft ze liedjes. Een tijd lang leefde Jewel in armoede, reisde ze in een busje het land rond en trad ze op in kleine clubs en op straat.

### Carrière
Jewel tekende in 1995 een contract bij Atlantic Records en nam in datzelfde jaar haar debuutalbum Pieces of You op. Van dit album kwam haar eerste single Who Will Save Your Soul, waarmee ze doorbrak in de VS. Van de single Foolish Games werden wereldwijd meer dan veertien miljoen exemplaren verkocht. In de VS werd dit het best verkochte debuutalbum ooit. Ze werd genomineerd voor verschillende prijzen, waarvan ze er aantal won. Er verscheen een dichtbundel, A Night Without Armor, waarin enkele songteksten zijn opgenomen.
In 1998 verscheen Jewels tweede album, Spirit. Op de eerste single Hands werkte ze samen met schrijver en producer Patrick Leonard, een van de vaste samenwerkingspartners van Madonna. Hands werd een hit en de kerst-versie krijgt jaarlijks in december nog airplay.
In 1999 speelde Jewel de rol van Sue Lee in "Ride With the Devil" van Ang Lee.
Na een jaar pauze verscheen in 2000 Jewels derde album, This Way, waarvan de single Standing Still een bescheiden hit werd.
In 2003 werd het album 0304 uitgebracht, waarvoor Jewel samenwerkte met Lester Mendez (bekend van o.a. Shakira). Het album verschilt veel van haar voorgaande, ingetogen albums. In tegenstelling tot haar folkmuziekachtergrond is 0304 in het pop/dance-genre. De eerste single, Intuition, kwam uit in de zomer van 2003. In de videoclip is een dansende Jewel te zien met een sensuele uitstraling. In de Verenigde Staten zijn van dit album 900.000 cd's verkocht, wereldwijd 2,4 miljoen.
Jewel bracht in 2006 het album Goodbye Alice In Wonderland uit, waarvan de eerste single Again and Again werd. Met dit album keerde ze deels terug naar de sound van haar eerste drie albums. Zelf noemde ze het album "het meest autobiografisch sinds Pieces of You." Deze cd verkocht tot aan 2008 slechts een half miljoen exemplaren en is daarmee de slechtst verkochte cd van Jewel.
In 2008 verscheen een nieuw album, Perfectly Clear. De eerste single hiervan was Stronger woman. In 2008 trad ze met dit nieuwe liedje op in de grote Amerikaanse ochtendshows. Het album heeft veel country-invloeden en scoorde daardoor vooral in Amerika bij de radiozenders die zich vooral op die muzieksoort toeleggen.
In 2022 vertegenwoordigde Jewel Alaska op het eerste American Song Contest. Ze trad aan met het lied The story. De jury zette Alaska op de negende plaats in Jewels voorronde en ook de televoters gaven haar niet genoeg punten om door te stoten naar de halve finales.

### Privéleven
Jewel was sinds 7 augustus 2008 getrouwd met Ty Murray. Ze kregen in 2011 een zoon, Kase Townes. Op 2 juli 2014 kondigde Jewel haar scheiding met Ty aan via haar website, na bijna zes jaar huwelijk.

## Discografie

### Albums
| Album met eventuele hitnotering(en) in de Nederlandse Album Top 100 | Datum van verschijnen | Datum van binnenkomst | Hoogste positie | Aantal weken | Opmerkingen |
| ------------------------------------------------------------------- | --------------------- | --------------------- | --------------- | ------------ | ----------- |
| Pieces of you                                                       | 1994                  | 22-11-1997            | 11              | 80           |             |
| Spirit                                                              | 16-11-1998            | 28-11-1998            | 16              | 39           |             |
| Joy a holiday collection                                            | 1999                  | -                     |                 |              |             |
| This way                                                            | 11-12-2001            | 09-03-2002            | 15              | 21           |             |
| 0304                                                                | 2003                  | 06-09-2003            | 12              | 12           |             |
| Goodbye Alice in Wonderland                                         | 27-04-2006            | 06-05-2006            | 33              | 8            |             |
| Perfectly clear                                                     | 2008                  | -                     |                 |              |             |
| Lullaby                                                             | 2009                  | -                     |                 |              |             |
| Sweet and wild                                                      | 25-06-2010            | -                     |                 |              |             |
| Greatest Hits                                                       | 01-02-2013            | -                     |                 |              |             |
| Let It Snow: A Holiday Collection                                   | 24-09-2013            | -                     |                 |              |             |
| Picking Up The Pieces                                               | 11-09-2015            | -                     |                 |              |             |

| Album met hitnotering(en) in de Vlaamse Ultratop 200 albums | Datum van verschijnen | Datum van binnenkomst | Hoogste positie | Aantal weken | Opmerkingen |
| ----------------------------------------------------------- | --------------------- | --------------------- | --------------- | ------------ | ----------- |
| Pieces of you                                               | 1994                  | 21-02-1998            | 49              | 2            |             |

### Singles
| Single met eventuele hitnotering(en) in de Nederlandse Top 40 | Datum van verschijnen | Datum van binnenkomst | Hoogste positie | Aantal weken | Opmerkingen                            |
| ------------------------------------------------------------- | --------------------- | --------------------- | --------------- | ------------ | -------------------------------------- |
| Foolish games                                                 | 08-07-1997            | 29-11-1997            | 9               | 15           | #10 in de Single Top 100               |
| You were meant for me                                         | 12-11-1996            | 21-03-1998            | tip8            | -            | #69 in de Single Top 100               |
| Hands                                                         | 1998                  | 21-11-1998            | 27              | 4            | #35 in de Single Top 100 / Alarmschijf |
| Standing still                                                | 2001                  | 09-03-2002            | 32              | 5            | #68 in de Single Top 100               |
| Break me                                                      | 2002                  | -                     |                 |              | #95 in de Single Top 100               |
| Intuition                                                     | 11-08-2003            | 16-08-2003            | 5               | 9            | #9 in de Single Top 100 / Alarmschijf  |
| Stand                                                         | 2003                  | 01-11-2003            | tip4            | -            | #71 in de Single Top 100               |

| Single met hitnotering(en) in de Vlaamse Ultratop 50 | Datum van verschijnen | Datum van binnenkomst | Hoogste positie | Aantal weken | Opmerkingen |
| ---------------------------------------------------- | --------------------- | --------------------- | --------------- | ------------ | ----------- |
| Standing still                                       | 2001                  | 09-03-2002            | tip11           | -            |             |
| Intuition                                            | 2003                  | 16-08-2003            | tip2            | -            |             |

### NPO Radio 2 Top 2000
| Nummer met noteringen in de NPO Radio 2 Top 2000 | '01 | '02 | '03 | '04 | '05 | '06 | '07 | '08 | '09  | '10  | '11  | '12  | '13  | '14  | '15  | '16  | '17  | '18  | '19  | '20  | '21 | '22  |
| ------------------------------------------------ | --- | --- | --- | --- | --- | --- | --- | --- | ---- | ---- | ---- | ---- | ---- | ---- | ---- | ---- | ---- | ---- | ---- | ---- | --- | ---- |
| Foolish Games                                    | 466 | 320 | 331 | 598 | 696 | 687 | 674 | 589 | 1045 | 1177 | 1133 | 1270 | 1136 | 1376 | 1380 | 1556 | 1639 | 1638 | 1806 | 1790 | -   | 1977 |

1. ↑  Een '-' betekent dat het nummer niet was genoteerd en een vetgedrukt getal geeft de hoogste notering aan.
2. ↑  2001 was het eerste jaar met een notering voor dit nummer.
3. ↑  Deze tabel is bijgewerkt tot en met de laatste editie (2024).

## Filmografie
- The Lyon's Den (2003)
- Ring of Fire (2013)
- Dora the Explorer (2014, stemacteur)
- Axe Cop (2015, stemacteur)
- A Fixer Upper Mystery (2017)
- Sandy Wexler (2017)